# Эрагон. Брисингр
«Эрагон. Брисингр» — третья книга серии американского писателя Кристофера Паолини «Наследие», продолжение книг «Эрагон» и «Эрагон. Возвращение». В США издана 20 сентября 2008 года. В России книга также была издана [когда?].
Название книги «Brisingr» означает на вымышленном Паолини эльфийском языке «огонь».
Кристофер Паолини объяснил:
Брисингр было первым словом, которое я решил использовать, как название для третьей книги. Оно всегда казалось мне подходящим. Как первое древнее слово, которое выучил Эрагон, оно имеет особый смысл для него — Всадника дракона. В новой книге будет показано насколько это значимо для Эрагона…
На обложке книги изображён золотой дракон Глаэдр на чёрном фоне, а также уже привычная надпись: «Brisingr».

## Описание книги
Эрагон и Роран отправляются в Хелгринд, чтобы спасти Катрину от злобных раззаков. Удастся ли им освободить Катрину и затем победить Гальбаторикса. Тем временем Насуада ведёт переговоры с эльфами.
Эрагон отправляется в царство гномов, где при его помощи гномы выбирают своего нового короля Орика. После этого Эрагон и Сапфира летят в Эллесмеру. Под корнями дерева Меноа Эрагон находит Звёздную руду. Из неё Рюнона делает Эрагону новый меч, которому впоследствии Эрагон даёт ему имя «Брисингр» что на языке эльфов означает «огонь». При произношении имени меча клинок взрывается огнём. Рюнёна даёт этому объяснения:
«Во-первых, ты сам участвовал в ковке клинка и этим сделал его как бы частью себя самого, поэтому он и ловит все твои мысли и желания. А второе объяснение заключается в том, что ты невольно узнал истинное имя своего меча. Скорее всего, справедливо и то и другое».
Также в Эллесмере Эрагон узнаёт, что Бром является его отцом.
Оромис и Глаэдр погибают от рук Муртага. Во время штурма города Фейнстера Арья заслужила звание «Губительница Шейдов», убив при помощи Эрагона нового шейда.

## Экранизация
Планировалось что вторая и третья часть фильма будут сниматься в одно производство, но позже стало известно, что у Эрагона будет ещё одна книга и проекты были заморожены на неопределённый срок.